# يانا لورين
يانا لورين (بالألمانية: Jana Lauren)‏ هي منافسة ألعاب القوى ألمانية، ولدت في 28 يونيو 1970.

## وصلات خارجية
- يانا لورين على موقع الاتحاد الدولي لألعاب القوى (الإنجليزية)